# Nagari Paninggahan
Nagari Paninggahan is een bestuurslaag in het regentschap Solok van de provincie West-Sumatra, Indonesië. Nagari Paninggahan telt 10.321 inwoners (volkstelling 2010).